# Jérôme Durain
Jérôme Durain, né le 2 juin 1969 à Nancy, est un homme politique français. Membre du Parti socialiste (PS), il est élu sénateur de Saône-et-Loire le 28 septembre 2014, réélu le 27 septembre 2020.

## Parcours politique
En 2005, Jérome Durain prend la tête du Parti socialiste en Saône-et-Loire, succédant ainsi à Arnaud Montebourg.
Il devient à la suite des élections municipales de 2008 adjoint chargé de l'environnement du maire de Chalon-sur-Saône, Christophe Sirugue. Mais il perd ce poste à la suite des élections municipales de 2014, la liste socialiste du député-maire sortant, sur laquelle il figure, étant battue dès le premier tour.
En 2010, il est élu conseiller régional, puis devient en 2012 vice-président du conseil régional de Bourgogne, chargé de l'aménagement du territoire et des politiques contractuelles des pays. Il abandonne ce mandat à la suite de son élection au Sénat.
Il est élu sénateur de Saône-et-Loire en 2014. Il devient ainsi le premier sénateur saône-et-loirien de gauche depuis 1986. À nouveau tête de liste, il est réélu en 2020.
Il est tête de liste départementale en Saône-et-Loire lors des élections régionales des 6 et 13 décembre 2015 sur la liste PS-PRG « Notre Région d'Avance » de Marie-Guite Dufay dans la nouvelle grande région Bourgogne-Franche-Comté. La liste « Notre Région d'Avance » gagne cette élection et lors de la séance d'installation du nouveau conseil régional de Bourgogne-Franche-Comté le 4 janvier 2016 à Dijon il prend la présidence du groupe majoritaire « Notre Région d'Avance-La Gauche Unie ». 
En janvier 2016, il est chargé par le Premier ministre Manuel Valls, en compagnie de Rudy Salles, d'une mission temporaire auprès d'Axelle Lemaire, secrétaire d'État chargée du Numérique auprès du ministre de l'Économie, de l'Industrie et du Numérique, Emmanuel Macron, consistant à proposer « un cadre législatif et réglementaire favorisant le développement en France des compétitions de jeux vidéo ». Le rapport remis par les deux parlementaires en mars 2016 préconise notamment de « définir un vrai cadre pour les compétitions online et offline », « créer une commission spécialisée rattachée au CNOSF », « donner un vrai statut aux joueurs » à travers un CDD sportif, « protéger les jeunes joueurs » à travers diverses mesures et « favoriser le recrutement de joueurs étrangers ». Cette mission débouche sur une participation au projet de loi pour une République numérique, qui est adopté en première lecture au Sénat le 3 mai, avec 323 voix pour et 1 voix contre,. La loi reconnaît officiellement dans son chapitre 4 section 2 la pratique du jeu vidéo en compétition en France, ainsi qu'un statut officiel aux joueurs professionnels.
En 2018, il soutient la candidature d'Olivier Faure pour le congrès d'Aubervilliers du PS.
Il soutient Arnaud Montebourg, candidat à l'élection présidentielle de 2022, avant le retrait de celui-ci.
En 2025, il rédige — avec le sénateur LR Étienne Blanc — la loi visant à sortir la France du piège du narcotrafic.

## Détail des mandats et fonctions

### Niveau national
- Sénateur de Saône-et-Loire depuis le 1er octobre 2014

### Niveau régional
- Conseiller régional de Bourgogne du 26 mars 2010 au 31 décembre 2015
- Cinquième vice-président du conseil régional de Bourgogne du 10 septembre 2012 au 25 novembre 2014, chargé de l'Aménagement du territoire et des Politiques contractuelles des pays
- Conseiller régional de Bourgogne-Franche-Comté depuis le 4 janvier 2016

### Niveau municipal
- Adjoint au maire de Chalon-sur-Saône du 14 mars 2008 au 29 mars 2014